# 홍예문
홍예문(虹霓門)은 인천광역시 중구 송학동 소재, 1908년에 화강암으로 축조한 아치형 터널이며 인천광역시 유형문화재 제49호다.

## 역사
개항 당시 인천항과 인접한 중앙동과 관동 등지에 거주하던 일본인들이 전동과 만석동으로 거류지를 확대하기 위해 뚫은 석문이다. 당시 일본 조계지나 항구에서 만석동으로 이동할 때 내동과 용동마루턱을 거쳐 화평동을 우회하는 게 유일한 통로였지만, 통행 불편으로 응봉산 남쪽 마루턱을 깎아 홍예문을 만들고자 계획했다. 폭 4.5m, 높이 13m, 통과 길이 13m 홍예문은 일본 공병대가 1905년에 착공하여 1908년에 완공하였다.

## 갤러리

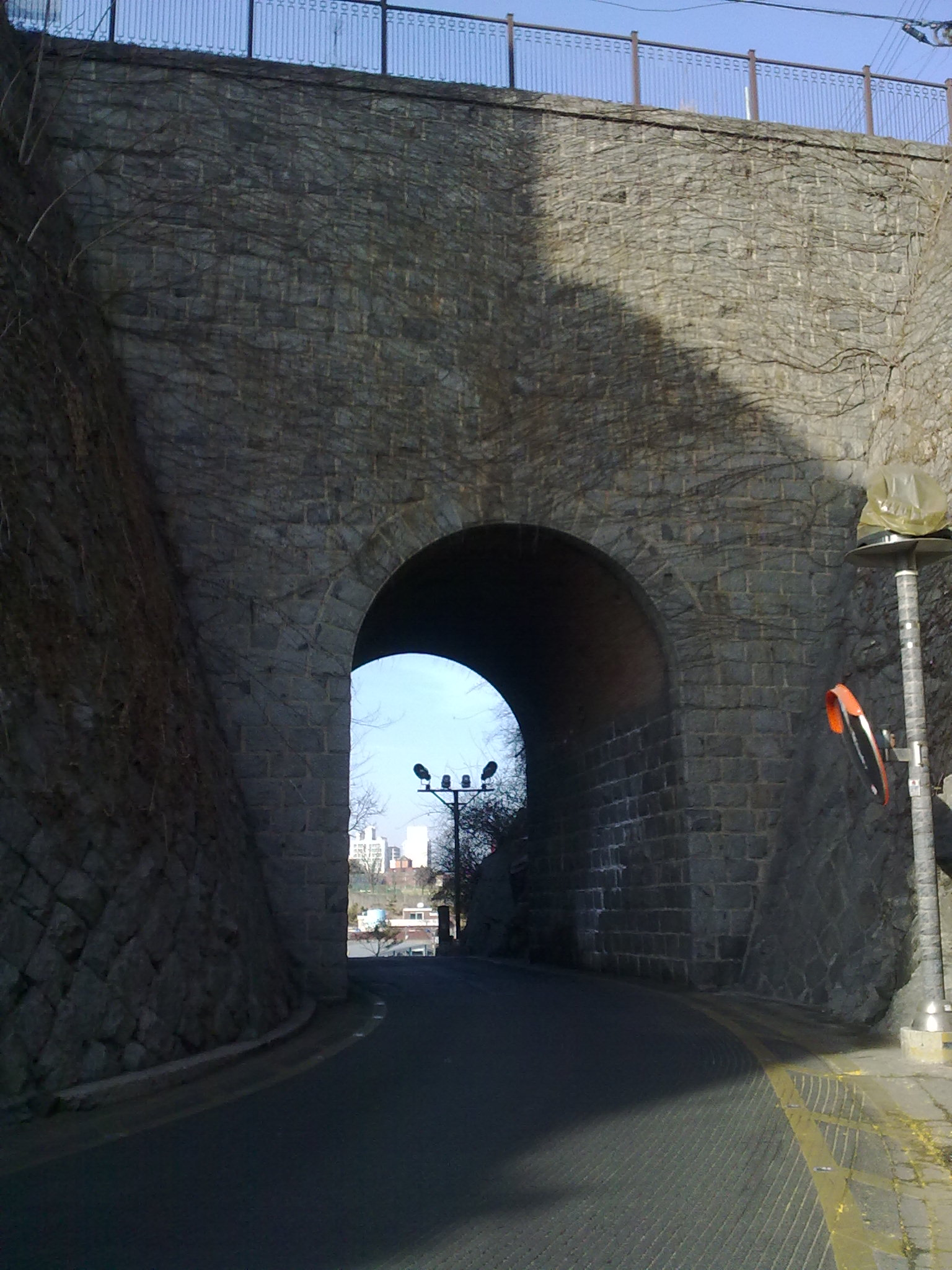
홍예문

## 같이 보기
- 홍예문로